# Amblystira
Amblystira is een geslacht van wantsen uit de familie van de Tingidae (Netwantsen). Het geslacht werd voor het eerst wetenschappelijk beschreven door Carl Stål in 1873.

## Soorten
Het genus bevat de volgende soorten:

- Amblystira acanthopterum Knudson, 2018
- Amblystira amica Drake & Ruhoff, 1960
- Amblystira angella Drake & Ruhoff, 1962
- Amblystira atrinervis Champion, 1897
- Amblystira dozieri Drake & Hambleton, 1944
- Amblystira fuscitarsis Champion, 1897
- Amblystira laevifrons Champion, 1897
- Amblystira machalana Drake, 1948
- Amblystira maculata Van Duzee, 1907
- Amblystira marginata Drake, 1922
- Amblystira melanosoma Monte, 1941
- Amblystira monteverde Knudson, 2018
- Amblystira morrisoni Drake, 1922
- Amblystira niborskiana Montemayor, 2010
- Amblystira nyctalis Drake, 1922
- Amblystira opaca Champion, 1897
- Amblystira pallipes (Stål, 1858)
- Amblystira peltogyne Drake & Hambleton, 1935
- Amblystira pensa Drake & Hambleton, 1939
- Amblystira sauroni Knudson, 2018
- Amblystira scita Drake & Hambleton, 1944
- Amblystira serkisi Knudson, 2018
- Amblystira silvicola Drake, 1922
- Amblystira socia Drake, 1942
- Amblystira solida Drake, 1942
- Amblystira suyapensis Oviedo, Sutherland & Marín, 2003